# Primula pauciflora
Primula pauciflora (лат.) — многолетнее травянистое растение, вид рода Первоцвет (Primula) семейства Первоцветные (Primulaceae). Произрастает на западе Северной Америки от Субарктики до Мексики.

## Таксономия
Видовой эпитет pauciflora от латинского «малоцветковый», означающий, что вид имеет относительно мало цветков. Раньше вид относили к роду Дряквенник, в 2007 году Маст и Ревил перенесли его в род Первоцвет.

## Описание
Primula pauciflora — многолетнее растение. Представляет собой широко распространённый и весьма изменчивый полиплоидный комплекс (2n = 44, 88 и 132). Растение, как правило, гладкое, с цветоносным стеблем высотой 10-40 см. Соцветие состоит из 2-15 цветков. Цветок с лепестками длиной 9-14 мм от пурпурного до лавандового цвета.
Описано семь разновидностей Primula pauciflora. Primula pauciflora var. pauciflora (синоним Dodecatheon pulchellum) — травянистое многолетнее растение с одиночными безлистными цветочными стеблями, растущими из очень коротких прямостоячих корневищ без луковиц высотой 5-40 см. Листья базальные, длиной 2-15 см, лопасти продолговато-ланцетные или обратноланцетные, в основном цельные или несколько мелкозубчатые, постепенно сужаются. Соцветие содержит от 1 до 25 цветков, собранных в гроздь на верхушке стебля. Чашечка обычно с фиолетовыми крапинками, а пять долей имеют длину от 3 до 5 мм. Венчик длиной от 10 до 20 мм пурпурно-лавандовые, редко белые. Цветёт с апреля по август. Плоды — многосемянные яйцевидно-цилиндрические безволосые или железисто-волосистые, плёнчатые или твёрдостенные коробочки длиной 5-15 мм.

## Разновидности
Существует семь разновидностей Primula pauciflora:
- Primula pauciflora var. cusickii (Greene) A.R.Mast & Reveal — Британская Колумбия, Айдахо, Монтана, Орегон, штат Вашингтон, Вайоминг;
- Primula pauciflora var. distola (Reveal) A.R.Mast & Reveal — Южная Дакота, Вайоминг;
- Primula pauciflora var. macrocarpa (A.Gray) A.R.Mast & Reveal — Аляска, Британская Колумбия, Калифорния, Орегон, штат Вашингтон;
- Primula pauciflora var. monantha (Greene) A.R.Mast & Reveal — Калифорния, Орегон, Юта, штат Вашингтон;
- Primula pauciflora var. pauciflora — широко распространена от субарктической Америки до Мексики;
- Primula pauciflora var. shoshonensis (A.Nelson) A.R.Mast & Reveal — Калифорния, Айдахо, Невада, Орегон, Юта;
- Primula pauciflora var. zionensis (eastw.) A.R.Mast & Reveal — Аризона, Колорадо, Юта.

## Ареал и местообитание
Растение распространено на западе Северной Америки от Субарктики до Мексики, часто в крайне сухих и пустынных регионах. Встречается в пустынях Большого Бассейна и пустыне Мохаве.

## Культивирование
Под названием Dodecatheon pulchellum вид получил премию Королевского садоводческого общества Award of Garden Merit.
Растение переносит морозы до −15 °C. Предпочитает защищённое от солнца место в частичной или полной тени с нейтральной или кислой почвой, например, лесную местность. Хотя растению необходима влага, ему также важен хороший дренаж, а не заболоченная или прибрежная ситуация. При хороших условиях растение становится крупнее с несколькими цветущими стеблями. Более крупные растения можно разделять для размножения поздней осенью.

## Галерея

Primula pauciflora (Dodecatheon pauciflora)
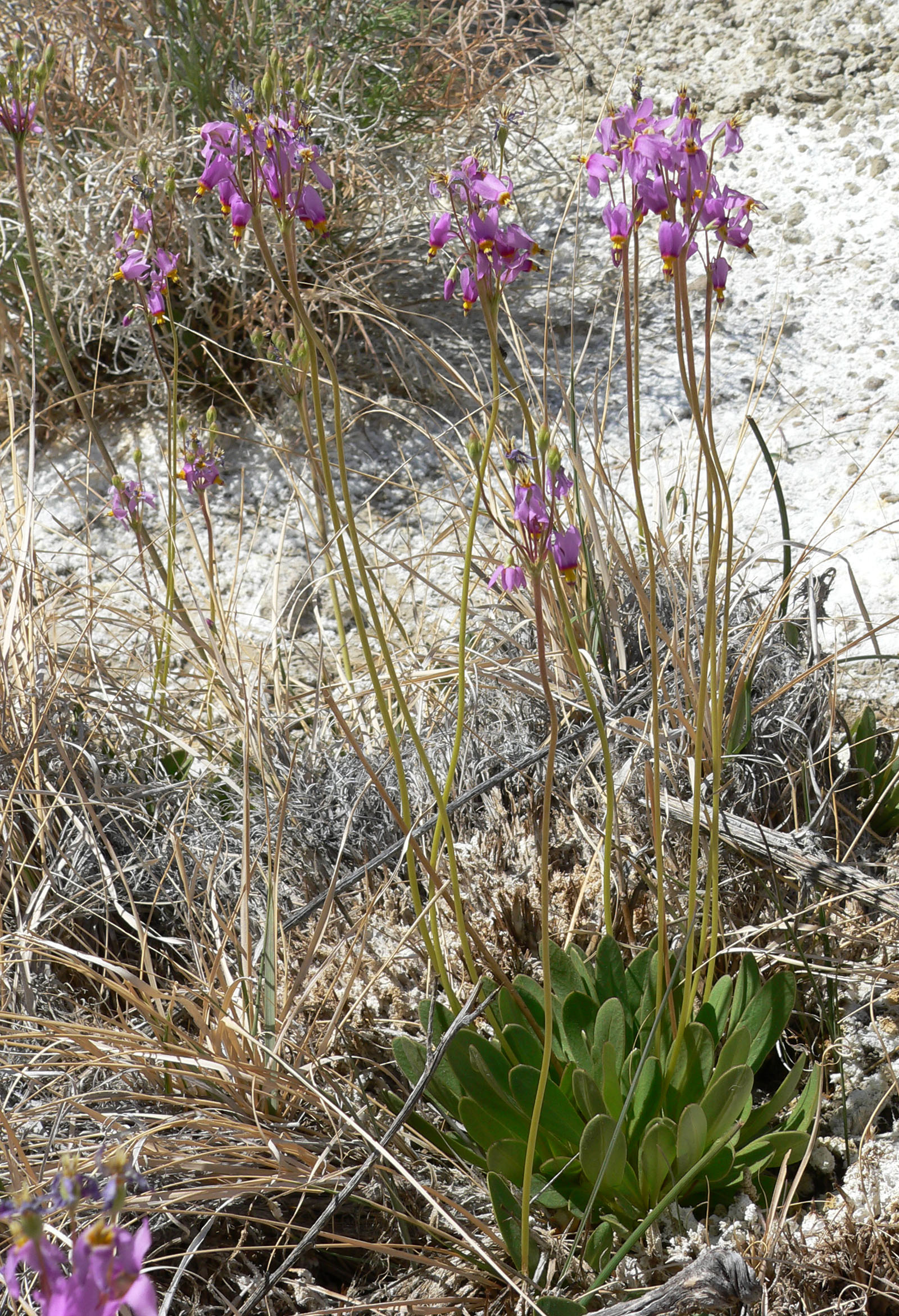
В природе (штат Невада)
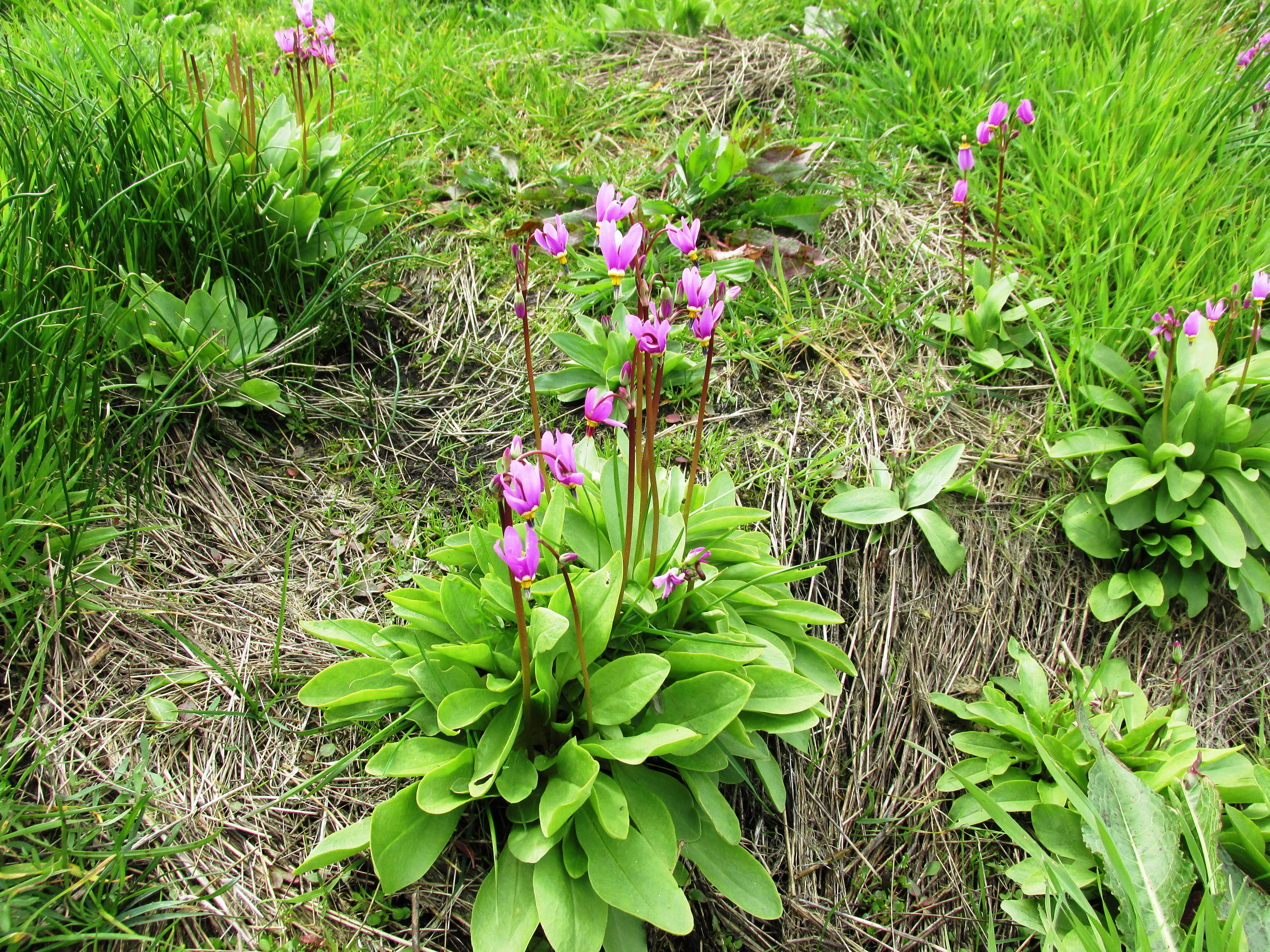
Общий вид
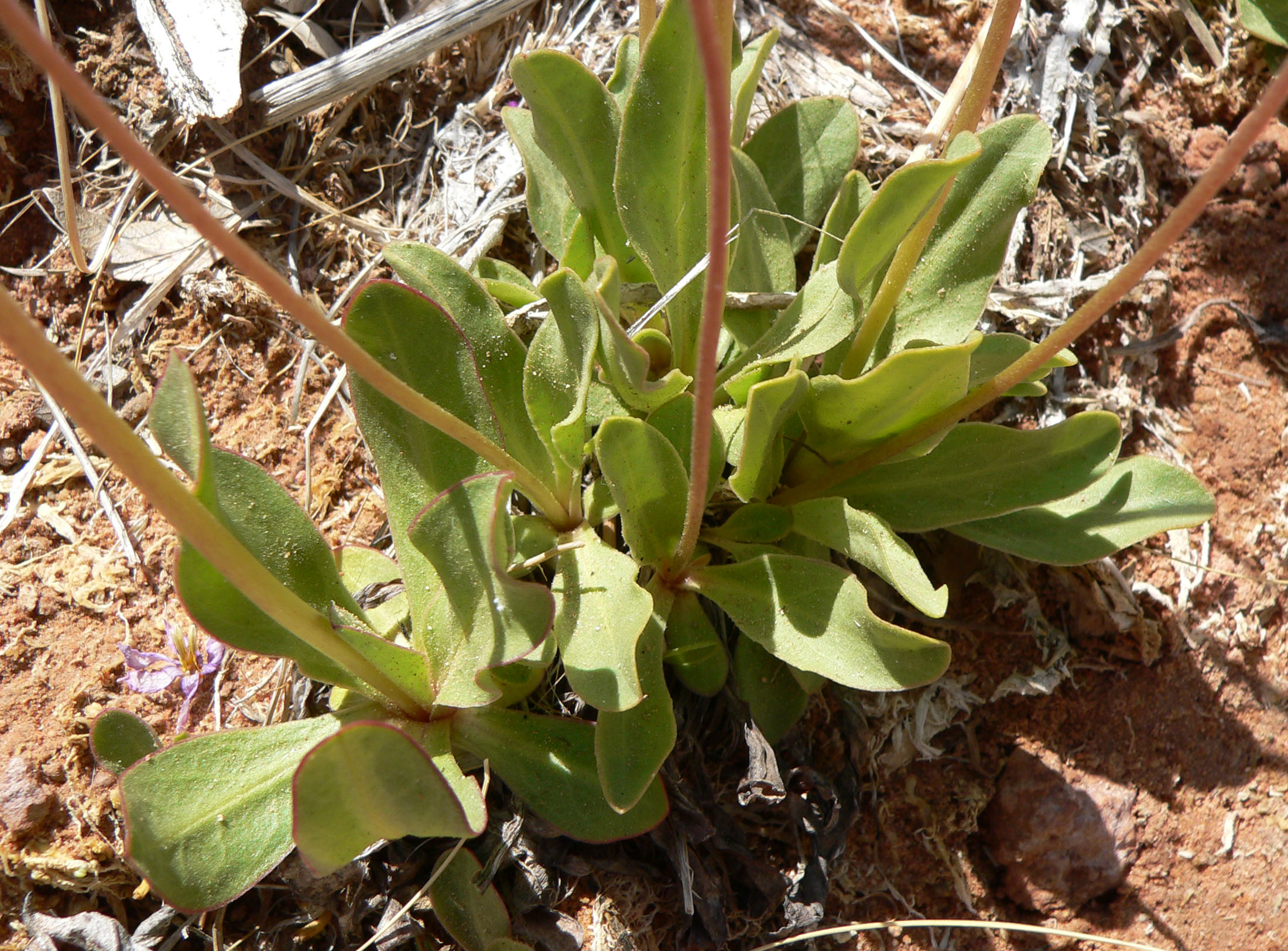
Листва
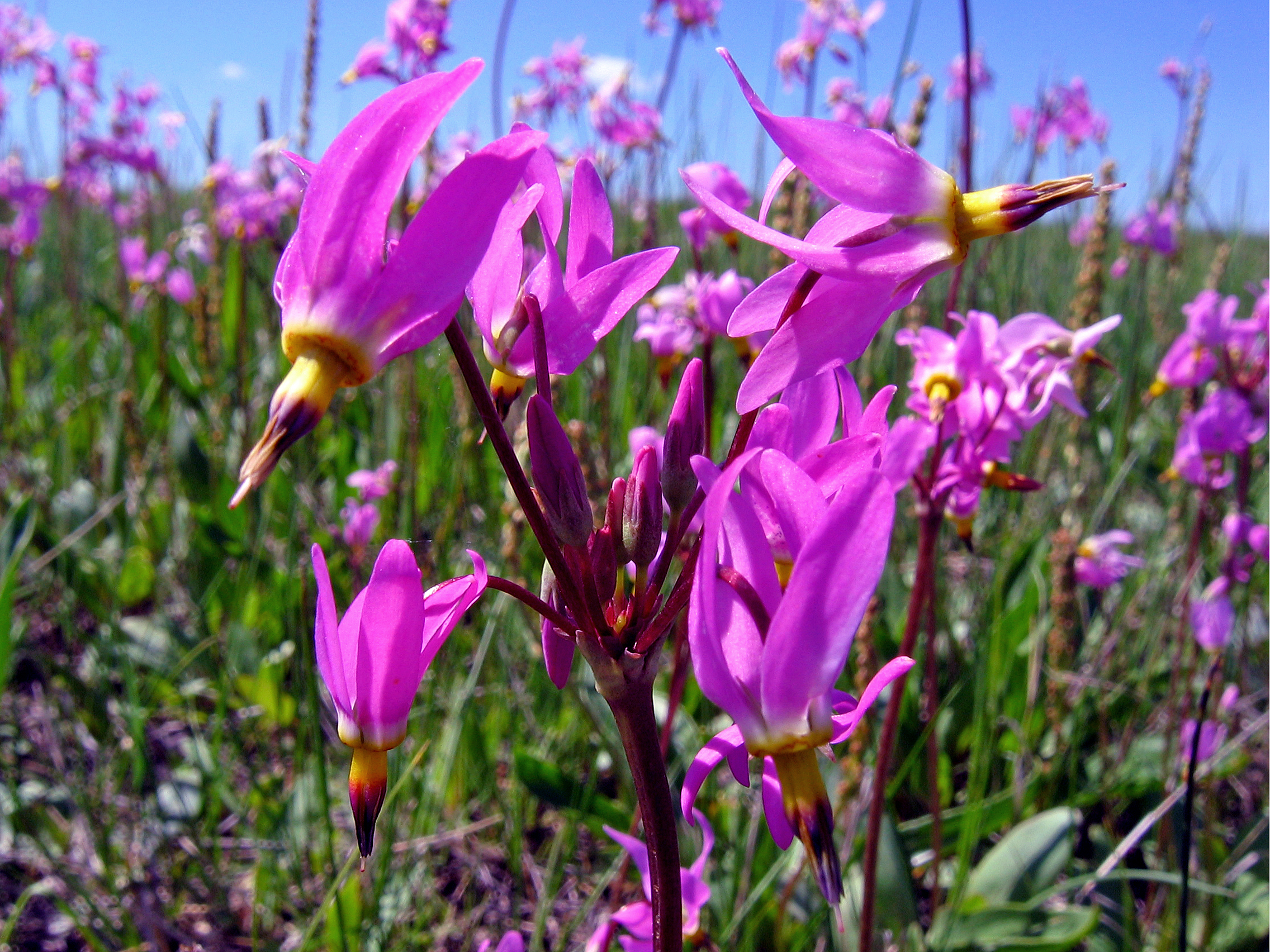
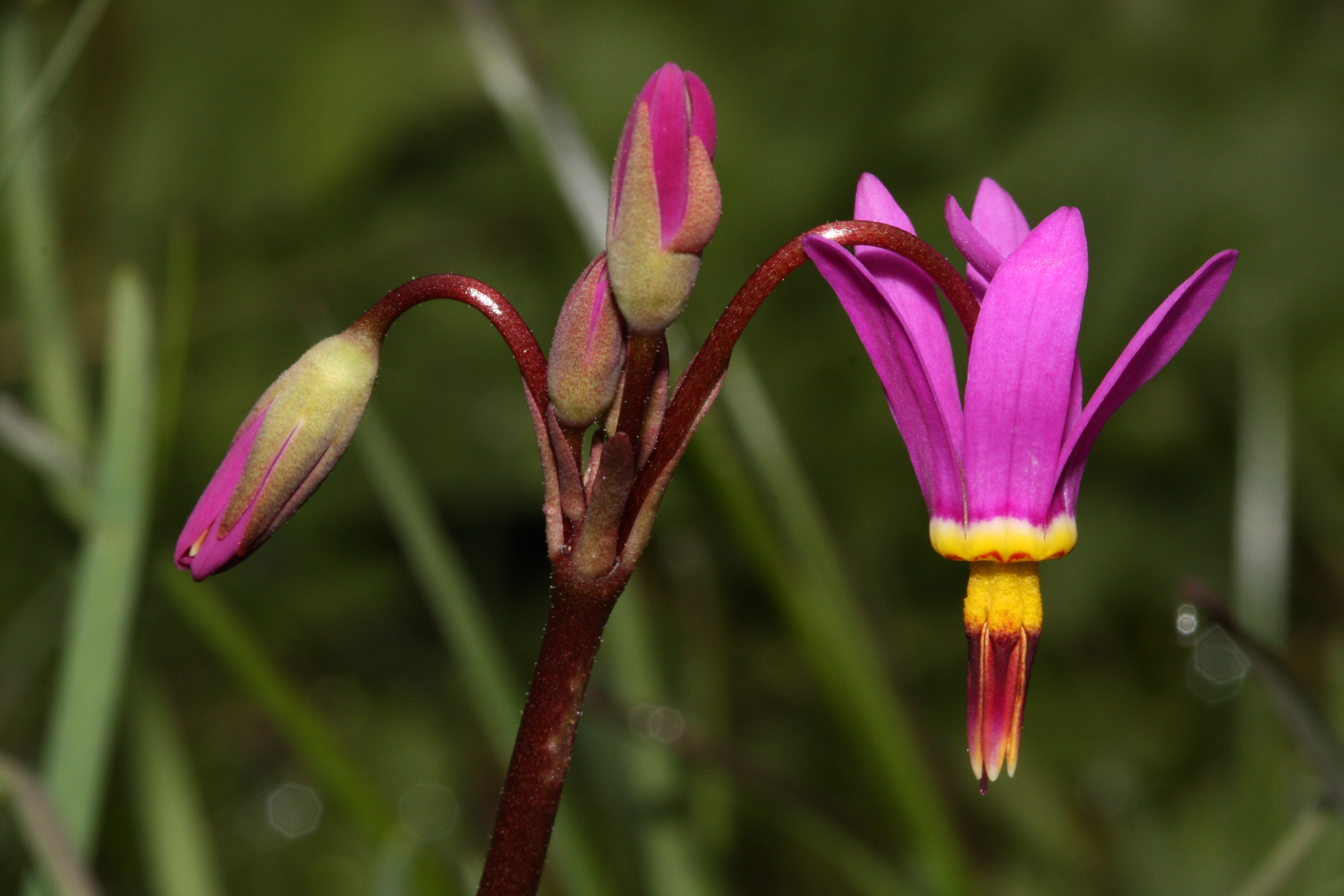
Соцветие
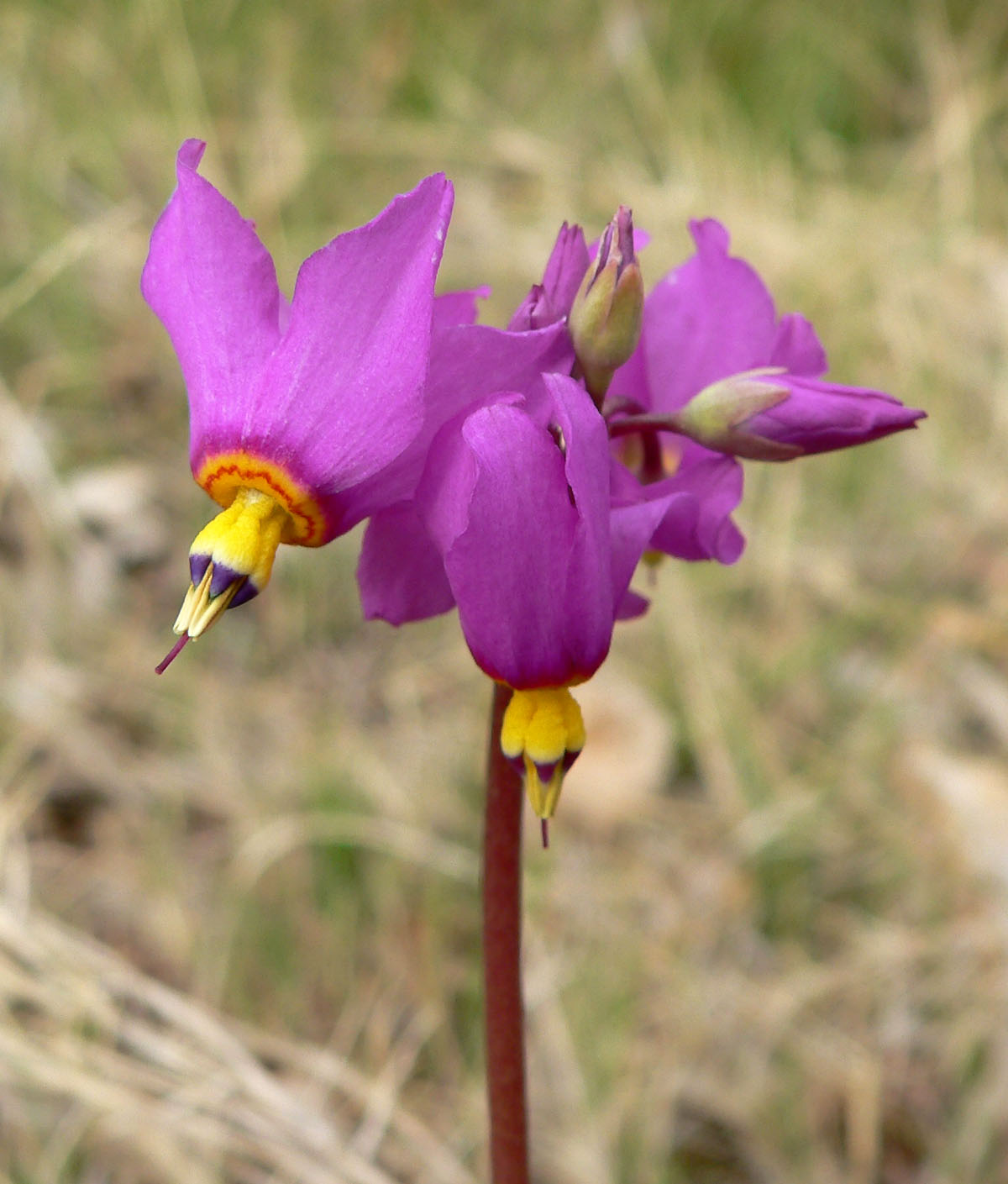